# ロベルト・ゴメス・ボラーニョ
ロベルト・ゴメス・ボラーニョ（スペイン語: Roberto Gómez Bolaños、1929年2月21日 - 2014年11月28日）は、メキシコの俳優、コメディアン、作家、ディレクター、ユーモリスト、ソングライター、詩人。「チェスピリート（スペイン語: Chespirito）」とも呼ばれる。
代表作は、『エル・チャボ・デル・オチョ』、『エル・チャプリン・コロラド』、『エル・ドクトル・チャパティン』など。